# Blanco 1
Blanco 1 est un amas ouvert d'étoiles situé à 850 al du Soleil dans la constellation du Sculpteur. Il est découvert en 1949 par l'astronome portoricain Victor Manuel Blanco, alors qu'il identifie un nombre inhabituel d'étoiles de type A dans une région d'une superficie de 1,5°. L'amas n'est âgé que de 100 à 150 millions d'années et est situé à 750 années-lumière en dessous du plan galactique.
Blanco 1 est composé d'environ 300 étoiles dont 170 ayant une magnitude apparente d'au moins +12. Huit des étoiles émettent des excès d'infrarouges nous indiquant que des anneaux de débris orbitent autour d'elles, il s'agit de deux type A, quatre type F et deux type G. Un peu plus de la moitié des étoiles sont membres de systèmes binaires dont six ont été confirmées au spectroscope. L'amas abrite également 30 à 40 naines brunes.